# Nathalie Brugger
Nathalie Brugger (* 25. Dezember 1985 in Lausanne) ist eine Schweizer Seglerin in der Bootsklasse Laser Radial.
Brugger begann 1995 in der Optimist-Klasse zu segeln und wechselte 2000 auf die 420er Jolle. Nach dem Wechsel zur Laser-Klasse wurde sie 2003 Zweite bei der Juniorenweltmeisterschaft. 2008 qualifizierte sie sich für die olympischen Segelwettbewerbe in Qingdao. Dort erreichte sie den sechsten Platz.
Brugger ist Mitglied des Cercle de la voile Estavayer-le-Lac und gehört dem Nationalkader des Schweizerischen Segelverbandes an. Sie studiert Sportwissenschaft an der Universität Fribourg.